# 長井時秀
長井時秀（日语：／ Nagai Tokihide，1242年—？），又稱大江時秀，是日本鎌倉時代中期鎌倉幕府的御家人，父親是長井泰秀，母親是佐佐木信綱之女，正室是安達義景之女，法名西規。

## 生涯
時秀的通稱是太郎，文獻上最早出現於《吾妻鏡》的寶治元年（1247年）11月15日條，當日時秀是鶴岡八幡宮放生會隨行人之一。當時文獻上仍然是記載為長井太郎，因此當時秀理應尚未元服。時秀出身的長井氏是以大江廣元的次子長井時廣為家祖的鎌倉幕府有力御家人，與得宗北條氏為烏帽子親的關係，與足利氏的足利家時一樣，時秀的「時」字來自北條得宗家的通字。
建長6年（1254年），時秀的父親泰秀死後，他在翌年獲任命為第五引付眾，開始參與幕政。自正嘉元年（1257年）開始、文永元年（1264年）和弘安5年（1282年）均曾經作為東使前往京都。期間的正元元年（1259年）閏10月，時秀就任宮內權大輔，叙位從五位，文永2年則出任評定眾，文永8成（1271年）就任備前守。另外，時秀在執權北條氏下擔任評定眾外，亦作為歷代將軍藤原賴經、藤原賴嗣和宗尊親王的側近而受到重用。
建治元年（1275年），若宮八幡宮社重建，御家人均被要求出錢資助，長井氏則是次於200至500貫的北條氏一門和200貫足利氏，資助了180貫。建治3年（1277年）12月，北條時宗嫡子北條貞時元服時，時秀則負責湯摩杯，後來成為其後見人。
弘安7年（1284年），執權時宗死去，時秀便出家，自號西規，其後再未有相關紀錄，逝年不詳。後來由兒子長井宗秀繼位。
時秀在父親處繼承的領地出羽國長井莊（現山形縣高畠町）建立了資福寺，後來出羽長井氏衰退後，資福寺受到伊達氏保護，伊達政宗亦曾經在住持虎哉宗乙處學習，伊達氏移封後，寺院亦跟隨搬至仙台市。